# Iperuranio

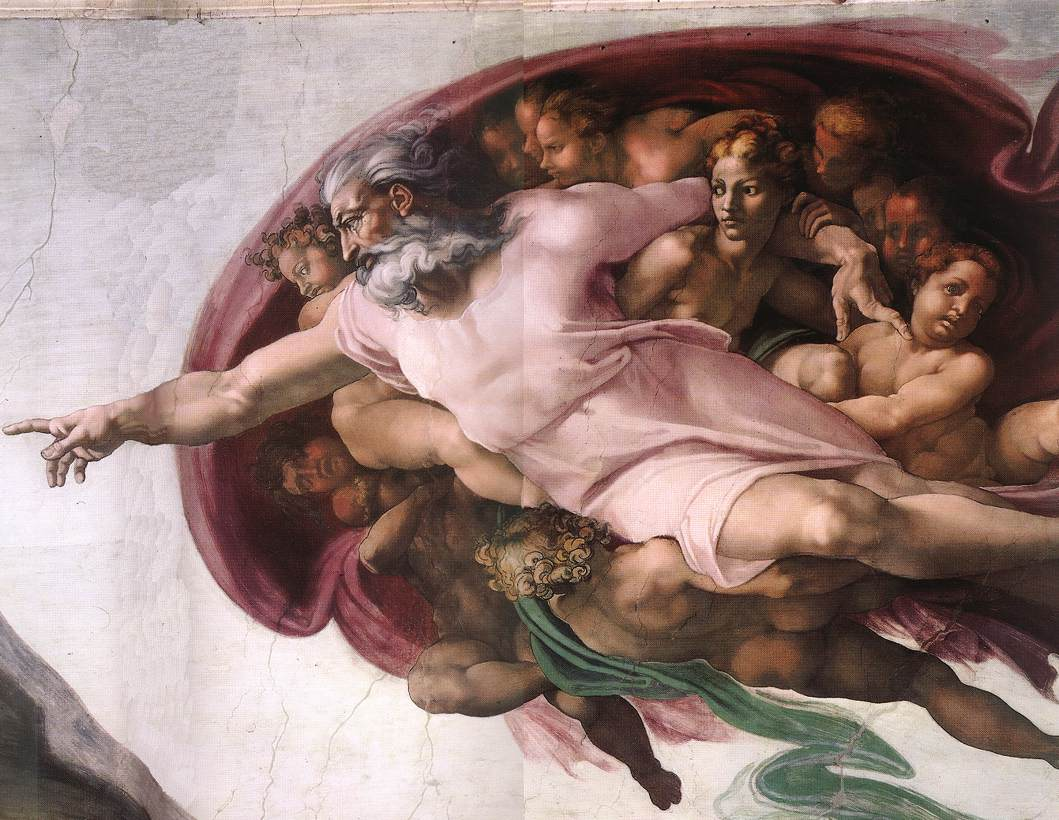
Gruppo di figure che dimorano nella sede della Sapienza divina raffigurata in forma di cervello, la cui anatomia è mimetizzata in questo dettaglio della Creazione di Adamo di Michelangelo

L'Iperuranio, o mondo delle idee, è un concetto proprio di Platone espresso nel Fedro. La dottrina delle idee a esso collegata era già stata illustrata dall'autore nel dialogo Repubblica, considerato dai critici precedente al Fedro.
Secondo Platone l'Iperuranio è quella zona al di là del cielo (da cui il nome) dove risiedono le idee. Dunque l'iperuranio è quel mondo oltre la volta celeste che è sempre esistito in cui vi sono le idee immutabili e perfette, raggiungibile solo dall'intelletto, non tangibile dagli enti terreni e corruttibili. È importante notare come nella cultura classica la volta celeste rappresentasse il limite estremo del luogo fisico: la definizione di "oltre la volta celeste", dunque, porta l'iperuranio in una dimensione metafisica, aspaziale e atemporale, ovvero puramente spirituale.

## I rapporti tra l'iperuranio e il mondo delle cose
Le idee stanziate nell'iperuranio sono indispensabili per l'esistenza del mondo delle cose e delle sue determinazioni fenomeniche. Secondo la concezione platonica, infatti, il rapporto tra le idee dell'iperuranio e le entità terrene può essere di quattro tipi:
- Rapporto di mimesi: secondo questa concezione gli oggetti terreni sono semplici copie delle idee perfette e immutabili;
- Rapporto di metessi: in questo caso le cose partecipano all'esistenza delle idee;
- Rapporto di parusia: le idee sono presenti nelle cose e ne rappresentano l'essenza;
- Rapporto di aitia: le idee sono cause delle cose.

In ogni caso, comunque, si nota come le idee dell'iperuranio siano necessarie all'esistenza delle cose. Di conseguenza si viene a generare una sorta di superiorità tra l'iperuranio (mondo reale) e il mondo delle cose (mondo apparente): oltre al maggiore grado di perfezione presente nell'iperuranio, c'è un primato di quest'ultimo sul mondo delle cose. L'iperuranio, e quindi le idee in esso contenute, rappresenta il modello secondo cui il Demiurgo ha formato il mondo delle cose, la materia.

## Il rapporto tra le idee dell'iperuranio e l'anima umana
Nella concezione platonica l'anima umana, prima di "cadere" nel corpo, contempla la perfezione delle idee nell'iperuranio. Questa (maggiore o minore) contemplazione delle idee farà dell'individuo un amante della Verità o un bruto, in base alla sua capacità di ricordarle una volta reincarnatosi.
Nel dialogo del Fedro, il Socrate platonico menziona l'iperuranio come il luogo in cui dimora l'essere vero che è invisibile, privo di colore e di forma, e quindi non contemplabile mediante gli organi di senso corporei.

## Il rapporto tra le idee nell'iperuranio
I rapporti tra le idee, e dunque la struttura interna dell'iperuranio, sono determinati dalla legge della dialettica: questo termine ha il duplice significato di distinguere o dividere e raccogliere o unire.
La struttura dell'iperuranio è fondamentalmente piramidale: in cima troviamo l'idea suprema del Bene e scendendo lungo questa piramide troviamo idee sempre più legate al mondo sensibile, passando attraverso le idee matematiche (che, pur avendo lo stesso grado di verità delle precedenti, hanno meno importanza).
Il "valore" di un'idea all'interno dell'iperuranio è definito dal suo grado di universalità.